# La Casa Alta
La Casa Alta és un edifici del municipi de Vilanova del Vallès (Vallès Oriental) que forma part de l'Inventari del Patrimoni Arquitectònic de Catalunya.

## Descripció
És un edifici civil, un antic mas restaurat, i al que s'hi ha afegit un nou annex a l'esquerra, més elevat i situat de manera perpendicular al primer. La planta baixa de l'antic mas és utilitzat com a masoveria i conserva encara una antiga porta dovellada. Totes les finestres i portes de la part nova són de mig punt i fetes amb dovelles de maó, igual que les cantoneres de l'edifici i les cornises. El sistema de cobertes és de dues vessants, tant la part nova com en l'antiga.
El material utilitzat és pedra mal escairada, com si es tractés de còdols i ciment. Sobre la façana de l'antic mas, hi ha un rellotge de sol fet amb rajola.
La nova construcció és aproximadament de fa uns 50 anys, però dins del recinte del jardí hi ha una font amb una inscripció que diu: Font de Santa Justa 1673. Es pot suposar que l'antic mas sigui dels voltants d'aquesta època.